# Enigmatite
L'enigmatite (simbolo IMA: Aen) è minerale e un inosilicato relativamente raro del supergruppo della saffirina e del gruppo dell'enigmatite, appartenente alla classe dei silicati. La sua composizione chimica è Na2(Fe2+4Ti)Fe2+[O2|Si6O18].
Con la wilkinsonite, l'enigmatite forma un cristallo misto.

## Etimologia e storia
L'enigmatite e la sua località tipo, l'intrusione di Ilimaussaq nelle vicinanze del fiordo di Kangerlussuaq nel sud-ovest della Groenlandia, furono descritte per la prima volta nel 1865 da August Breithaupt (1791-1873). Chiamò il minerale in greco antico αἴνιγμα aínigma per riferirsi alla sua composizione chimica originariamente inspiegabile.
Il campione tipo del minerale è conservato nelle collezioni geoscientifiche dell'Università di Freiberg con il numero di collezione 28614, 29166 e 29167.

## Classificazione
Già nell'obsoleta 8ª edizione della sistematica dei minerali secondo Strunz, l'enigmatite apparteneva alla classe dei minerali dei "silicati e germanati" e lì alla sottoclasse degli "inosilicati", dove ha dato il nome al "gruppo delle enigmatite" con il sistema nº VIII/D.07, nel quel si trova insieme a deerite, hainite, howieite, magbasite, rhönite e tinaksite.
Nella Sistematica dei lapis (Lapis-Systematik) di Stefan Weiß, che si basa ancora su questa forma della sistematica di Strunz per rispetto verso i collezionisti privati e le collezioni istituzionali, il minerale è stato indicato con il sistema e il numero di minerale VIII/F.14-20. In questa Sistematica, ciò corrisponde anche alla classe degli "inosilicati e silicati a bande", dove l'enigmatite forma il "gruppo dell'enigmatite" insieme ad addibischoffite, dorrite, høgtuvaite, khesinite, krinovite, kuratite, makarochkinite, rhönite, serendibite, warkite, welshite e wilkinsonite.
Anche la 9ª edizione della sistematica minerale di Strunz, valida dal 2001 e aggiornata dall'Associazione Mineralogica Internazionale (IMA) fino al 2024, classifica l'enigmatite nel dipartimento degli "inosilicati". Tuttavia, questo è ulteriormente suddiviso in base alla struttura delle catene, in modo che il minerale possa essere trovato nella suddivisione "inosilicati con catene singole di periodo 4, Si4O12" in base alla sua struttura cristallina, dove forma il gruppo senza nome 9.DH.45 insieme a baykovite, dorrite, høgtuvaite, khmaralite, krinovite, makarochkinite, rhönite, saffirina, serendibite, welshite e wilkinsonite.
Pure la sistematica dei minerali secondo Dana classifica l'enigmatite nella classe dei "silicati e germanati", e successivamente nella già più finemente suddivisa divisione dei "silicati a catena: catene con rami laterali o anse". Qui si trova il gruppo "enigmatite e specie affini" con il sistema nº 69.02.01a, gruppo formato anche da dorrite, høgtuvaite, krinovite, rhönite, serendibite, welshite, wilkinsonite e makarochkinite, che si trovano all'interno della sottosezione "Silicati a catena: catene con rami laterali o anelli con P>2".

## Abito cristallino
L'enigmatite cristallizza nel sistema triclino nel gruppo spaziale P1 (gruppo nº 2) con i parametri reticolari a = 10,41 Å, b = 10,81 Å, c = 8,93 Å, α = 104,9°, β = 96,9° e γ = 125,3°, oltre a 2 unità di formula per cella unitaria.

## Modificazioni e varietà
La cossyrite è una varietà ricca di ferro di enigmatite con ioni titanio e Fe3+ aggiuntivi.

## Origine e giacitura
L'enigmatite di solito si forma in rocce magmatiche di colore chiaro, enfatizzate dal sodio (alcaline). Questi includono:
- sieniti di sodio e trachite di sodio
- pantellerite e commendite
- nefelinsienite (foyaite)
- fonoliti e
- nephelinsyenite-pegmatite.

L'enigmatite è principalmente associata a egirina, arfvedsonite e riebeckite, ma possono essere aggiunte anche albite, anortoclasio, astrofillite, augite, fayalite, hedenbergite e ilmenite.
Essendo una formazione minerale piuttosto rara, l'enigmatite può essere abbondante in vari siti, ma nel complesso non è molto comune. In tutto il mondo, finora sono stati documentati circa 170 siti per l'enigmatite (a partire dal 2020). Oltre alla sua località tipo Ilimaussaq, il minerale è stato trovato anche in Groenlandia a Igaliku, Nunarssuit e Quagdlimiut nel distretto di Kitaa, e a Kangerlussuaq e Kialineq Bay nel distretto di Tunu.
Altri siti includono la Tasmania in Australia, le regioni settentrionali e sud-occidentali del Camerun, diverse regioni del Canada, Mianning in Cina, Pantelleria in Italia, l'isola giapponese di Honshū, la penisola di Ampasindava in Madagascar, i Monti Altaj mongoli, vicino ad Aris nella regione namibiana di Khomas, la Nuova Zelanda, la regione di Agadez in Niger, Kangwŏn-do in Corea del Nord, diverse regioni delle province norvegesi di Telemark e Vestfold, le Azzorre in Portogallo, diverse regioni della penisola russa di Kola, l'isola di Ascensione appartenente a Sant'Elena, Ascensione e Tristan da Cunha, Gyeongsangbuk-do in Corea del Sud, nello Yemen del Sud, al cratere di Ngorongoro in Tanzania, Strathclyde nel Regno Unito, in Ucraina, a Mecsek in Ungheria e in diverse regioni degli Stati Uniti.
L'enigmatite si rinviene soprattutto nelle rocce vulcaniche peralcaline, nella pegmatite e in altre rocce intrusive povere di silice. Ne è stato segnalato il ritrovamento nel meteorite Kaidun di probabile origine marziana caduto nel marzo del 1980 nello Yemen del sud.

## Forma in cui si presenta in natura
Si presenta sotto forma di cristalli corti e prismatici di colore nero con striscio bruno-rossastro. Le lamelle sottili sono brunastre traslucide.